# Nothoprocta pentlandii
A Nothoprocta pentlandii a madarak osztályának tinamualakúak (Tinamiformes) rendjébe és a tinamufélék (Tinamidae) családjába tartozó faj.

## Rendszerezése
A fajt George Robert Gray angol zoológus írta le 1867-ben, a Rhynchotus nembe Rhynchotus pentlandii néven.

## Alfajai
- Nothoprocta pentlandii ambigua Cory, 1915
- Nothoprocta pentlandii doeringi Cabanis, 1878
- Nothoprocta pentlandii fulvescens von Berlepsch, 1902
- Nothoprocta pentlandii mendozae Banks & Bohl, 1968
- Nothoprocta pentlandii niethammeri Koepcke, 1968
- Nothoprocta pentlandii oustaleti von Berlepsch & Stolzmann, 1901
- Nothoprocta pentlandii pentlandii (G. R. Gray, 1867)[2]

## Előfordulása
Az Andok hegységben, Argentína, Bolívia, Chile, Ecuador és Peru területén honos. Természetes élőhelyei a szubtrópusi és trópusi magaslati cserjések, valamint szántóföldek. Állandó, nem vonuló faj.

## Megjelenése
Testhossza 30  centiméter, testtömege 260-325 gramm.
|  |

## Életmódja
Magvakkal, hajtásokkal, rügyekkel és kisebb gyümölcsökkel és termesztett növényekkel táplálkozik.

## Természetvédelmi helyzete
Az elterjedési területe nagyon nagy, egyedszáma pedig stabil. A Természetvédelmi Világszövetség Vörös listáján nem fenyegetett fajként szerepel.